# Đầu gối
Khớp đầu gối nối đùi và phần chân dưới và bào gồm hai khớp: một ở giữa xương đùi và xương chày và một ở giữa xương đùi và xương mác. Đây là khớp lớn nhất cơ thể và rất phức tạp.
Đầu gối là khớp bản lề được sửa đổi, cho phép uốn cong và mở rộng cũng như xoay nhẹ bên trong và bên ngoài. Đầu gối dễ bị tổn thương và sự phát triển của viêm xương khớp.
Nó thường được gọi là một phần hợp chất có tibiofemoral và bánh chè thành phần. (Dây chằng tài sản xơ thường được xem xét với các thành phần tibiofemoral.)

## Cấu trúc
Đầu gối là một sửa đổi bản lề khớp, một loại khớp hoạt dịch, trong đó gồm có ba ngăn chức năng: các khớp bánh chè, bao gồm các xương bánh chè, hoặc "đầu gối", và các rãnh bánh chè trên mặt trước của xương đùi mà qua đó nó trượt; và các khớp nối tibiofemoral trung gian và bên liên kết xương đùi, hoặc xương đùi, với xương chày, xương chính của chân dưới. Khớp được tắm trong chất lỏng hoạt dịch được chứa bên trong màng hoạt dịch gọi là nang khớp. Góc hậu phương đầu gối là một lĩnh vực gần đây đã trở thành chủ đề của nghiên cứu và nghiên cứu mới.
Đầu gối là khớp lớn nhất và là một trong những khớp quan trọng nhất trong cơ thể. Nó đóng một vai trò thiết yếu trong chuyển động liên quan đến việc mang trọng lượng cơ thể theo hướng ngang (chạy và đi bộ) và dọc (nhảy).
Khi mới sinh, các xương bánh chè chỉ là hình thành từ sụn, và điều này sẽ thành chai (thay đổi để xương) trong độ tuổi từ ba đến năm năm. Bởi vì nó là xương vừng lớn nhất trong cơ thể con người, quá trình hóa thạch mất nhiều thời gian hơn đáng kể.